# Charles Warren Eaton
Pour les articles homonymes, voir Eaton.
Charles Warren Eaton, né à Albany (New York) le 22 février 1857 et mort à Montclair (New Jersey) le 10 septembre 1937, est un peintre américain. 

## Biographie
Paysagiste, Charles Warren Eaton expose au Salon des artistes français dès 1908 et y obtient une médaille de 3e classe en 1906. Il est récompensé d'une mention honorable à l'Exposition universelle de 1900.

## Galerie

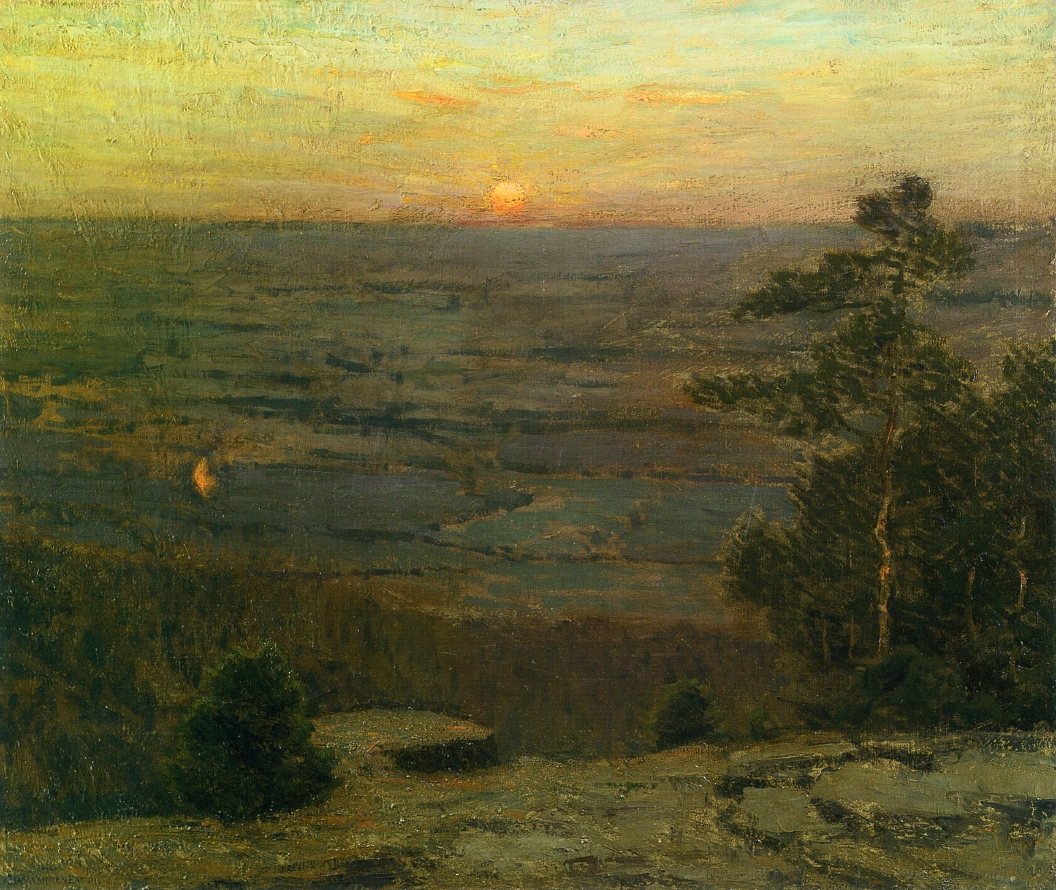
Vallée de Shawangunk, vers 1900
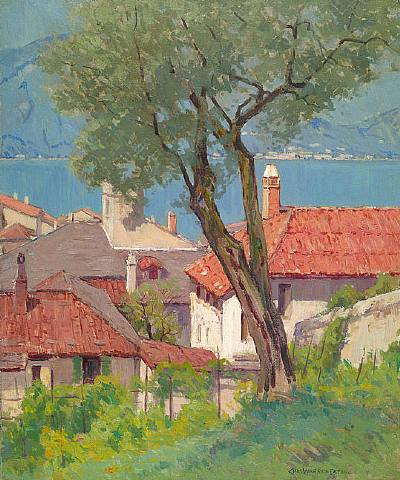
Vue de Varenna (Lac de Côme)
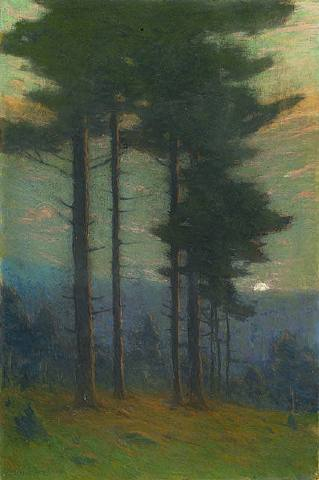
Twilight
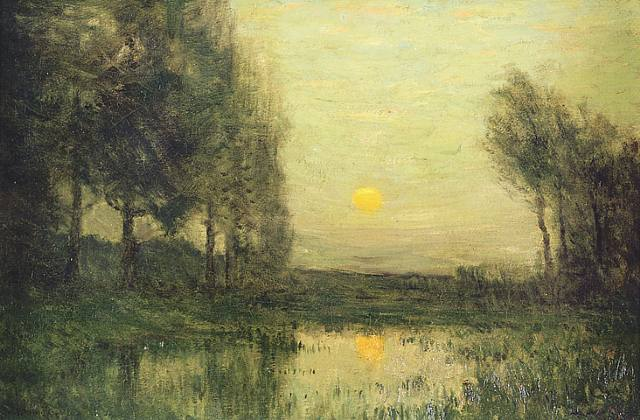
September Moonrise (Mondaufgang im September), 1900
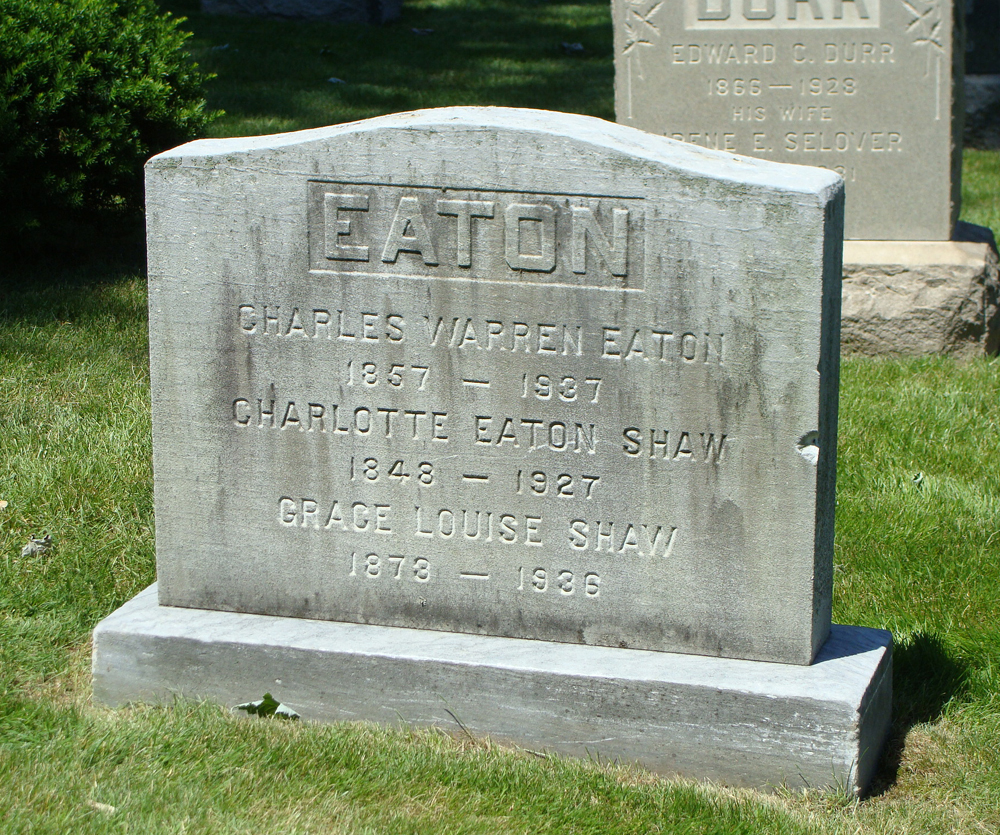
Tombe dans le cimetière Bloomfield
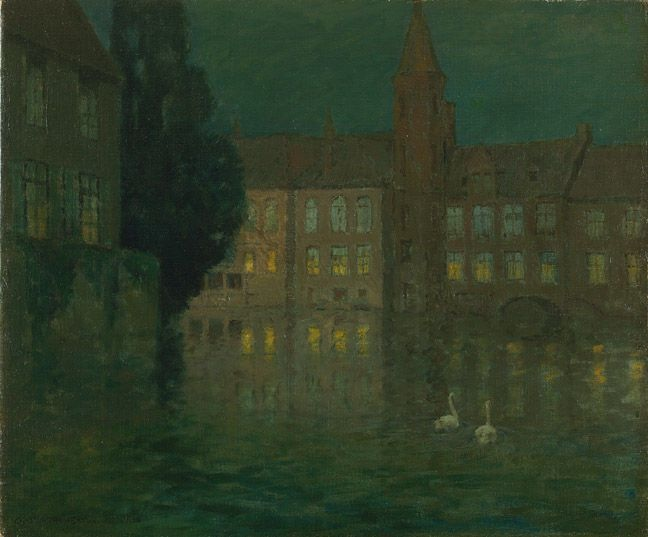
Bruges